# Alberto Bassetti
Alberto Bassetti (Roma, 4 agosto 1955) è un drammaturgo e regista italiano.

## Biografia
Nasce a Roma e si laurea nel 1979 presso la Facoltà di Lettere dell'Università di Roma La Sapienza con una tesi dal titolo Nietzsche e la politica. Si occupa per diversi anni di una sala cinematografica di proprietà della sua famiglia, trasformandola nel 1993 in una multisala cui viene assegnato il Premio Philip Morris come migliore ristrutturazione dell'anno da una giuria composta da Giuseppe Tornatore, Carlo Cecchi Gori, Gianni Letta, Carlo Bernaschi. La prima volta che vede pubblicato il suo nome è sul numero 207 di "Linus" (n. 6 dell'anno XIII, Giugno 1982): una sua lettera pubblicata nella Posta dei lettori, curata dall'allora direttrice Fulvia Serra, farà tanto scalpore da vedersi dedicato grande spazio nel successivo numero di Luglio, e addirittura l'intera rubrica in quello di Agosto; finché nel numero di Settembre si scrive di dover chiudere il dibattito scaturitone, pena prendere tutto lo spazio disponibile. La seconda volta sarà sulla rivista "Frigidaire", allora di gran voga intellettuale-alternativa, in un inserto nel quale vedrà pubblicato il suo racconto: "La vita: è un incubo?". 

### La carriera teatrale
Esordisce in teatro nel giugno 1989 con Il segreto della vita, che tratta temi di ambiguità sessuale. Il mese successivo riceve il Premio Fondi-La Pastora per il testo Stato padrone: ribellione all'interno di una caserma in dismissione dell'Aeronautica, il Comandante viene preso in ostaggio da un manipolo di militari in rivolta che pianificano di gettarsi sul Parlamento con un elicottero carico di esplosivi. L'anno successivo vince il Premio IDI-Istituto del Dramma Italiano per La tana («Forse la più bella commedia mai scritta sull'argomento», Ghigo De Chiara sul quotidiano socialista Avanti!; «Un torpore ipnotico di stampo sudamericano che s'intuisce foriero di catastrofe, come nelle migliori cose di Garcia Marquez», Rita Sala su Il Messaggero) che affronta il tema di una reazione di stampo terroristico a una violenza privata subita da una donna; l'opera assume toni vicini al thriller innestati su temi sociali molto forti. 
Nel 1996 al Festival di Taormina presenta Harem con regia di Giorgio Albertazzi e musiche originali di Franco Battiato, protagonisti Giuseppe Pambieri e Fiorella Rubino. Nel 1998, con Luigi De Majo e Annalisa Scafi scrive per Piera Degli Esposti, Gabriele Ferzetti, Patrizia Zappa Mulas, Bruno Armando, Cristina Borgogni, Antonio Serrano e Fabio D'Aquino: Il caso Sofri, processo-dibattito sul fondatore di Lotta continua. Tra i successivi lavori emergono le due regie di Pierpaolo Sepe nel 2002 e 2005: "Entrate (Entrate! 23 commedie al prezzo di una. Include 'Dentro e fuori dal cerchio')" ed una produzione del Teatro di Roma di Venditori di anime (Premio Flaiano 2005 alla regia) con Luigi Maria Burruano, Jitka Frantova e Max Malatesta.
Vanno poi in scena due altri lavori con Gabriele Ferzetti: Scandalo! nel quale debutta sua figlia Anna Ferzetti, e Ma che c'entra Peter Pan?. Nel 2011 riceve il Premio Vallecorsi per I due fratelli, lavoro che affronta il tema dell'eutanasia intrecciandolo alla diversa visione del mondo di due fratelli. Il testo va in scena per due stagioni al Teatro Stabile di Trieste con regia di Antonio Calenda e a New York per tre settimane diretto da Valentina Fratti. Quest'ultimo testo, storia che intreccia teatro, usura, musica rap, vede molti allestimenti, a partire da quello di Antonio Calenda al Teatro Stabile di Trieste.
In seguito ha realizzato diversi lavori ispirati a personaggi storici o mitici: Irene Nemirovsky, scritto con Massimo Vincenzi; Ferro e cuore, dedicato all'eroina sarda Eleonora d'Arborea, diretto una prima volta da Manuel Giliberti con protagonista Isabel Russinova (già protagonista del suo Il ventre); ed in seguito da Carlo Emilio Lerici per l'interpretazione di Francesca Bianco e da Marco Parodi per Camilla Soru; Edipo in Compagnia in cui egli stesso dirige Paolo Graziosi; Phaedra, regia di Giovanni Anfuso. Ultimo in ordine di tempo l'allestimento del terzo capitolo della 'Trilogia familiare' Sorella con fratello, regia di Alessandro Machia, con Alessandro Averone ed Alessandra Fallucchi. 
Cura inoltre diversi adattamenti, tra cui Senilità di Italo Svevo per Roberto Herlitzka; Rudens di Tito Maccio Plauto per Flavio Bucci diretto da Alvaro Piccardi, Mercadet l'affarista con Geppy Gleijeses, regia di Antonio Calenda; Requiem (col titolo Un sogno a Lisbona) di Antonio Tabucchi, che evoca la figura di Fernando Pessoa; Un sogno a Istanbul dal libro "La cotogna di Istanbul" di Paolo Rumiz.

### Il cinema e l'attività editoriale
Nel 2006 il suo film Sopra e sotto il ponte, ispirato all'omonima sua commedia, debutta al Festival du Cinéma du Monde di Montréal, girando poi numerosi festival internazionali e venendo distribuito dall'Istituto Luce.
Alla radio, Rai Radio 3 trasmette alcune sue opere, tra cui ricordiamo "La tana" con regia di Beppe Navello e "Le due sorelle" diretta da Marco Maltauro. Rai 3 manda in onda il suo documentario "Volti e suoni dalla Sabina", dedicato alla terra dei suoi genitori, ed uno sull'Isla Margarita da lui scritto dopo l'esperienza di lavoro in Venezuela al festival Off-Art per "Le due sorelle" in edizione spagnola, codiretto con Francesco Verdinelli.
Praticamente tutti i suoi testi sono pubblicati, su riviste ('Hystrio', 'Ridotto', 'Sipario') o volumi ('Bulzoni', 'Editoria & Spettacolo', 'Ricordi'). In Francia la sua pièce "Le ventre" è presente nel volume "Auteurs Italiens pour le neaveau millenaire", èditions l'Amandier; l'Università di Avignone ha pubblicato in volume la traduzione risultante da un seminario di quattro mesi sulla sua pièce "Un sogno a Stoccolma" ("Un rêve à Stockholm"), sulla vita e le opere di Luigi Pirandello.

## Teatro
- Il segreto della vita, regia di Alberto Bassetti. Teatro dell'Orologio di Roma (1989)
- Plautus, regia di Antonio Calenda. Teatro Valle di Roma (1990)
- Vieni avanti... pretino!, regia di Dodo Gagliarde e Roberto Azzurro. Teatro Parioli di Roma (1990)
- Hollywood Hollywood, regia di Pino Di Buduo. Teatro Potlach di Fara in Sabina (1991)
- Le città invisibili da Italo Calvino, regia di Pino Di Buduo. Bosco di Klagenfurt, Austria (1991)
- Il ventre, coordinamento di Guido Davico Bonino. Festival di Spoleto Sala Pegaso di Spoleto (1991)
- La tana, regia di Antonio Calenda. Teatro La Comunità di Roma (1993)
- Il segreto della vita, regia di Roberto Azzurro. Teatro delle Arti di Roma (1993)
- Libertà, regia Walter Manfrè. Piccolo Teatro di Milano (1994)
- Stato padrone, regia di Alberto Bassetti. Teatro Colosseo di Roma (1994)
- Harem, regia di Walter Manfrè. Palazzo Beneventano di Siracusa (1995)
- Il girifalco dell'harem, regia di Giorgio Albertazzi. Teatro Vittorio Emanuele di Messina al Taormina Film Fest (1995)
- La tanière, mise en espace di Philippe Adrien, Theatre National de la Colline (1996)
- Rudens, da Plauto regia di Alvaro Piccardi. Teatro Quirino di Roma (1996)
- Le due sorelle, regia di Antonio Calenda. Teatro Stabile del Friuli Venezia-Giulia di Trieste (1997)
- Un sogno a Lisbona, da Requiem di Tabucchi, regia di Teresa Pedroni. Teatro Politecnico di Roma (1997)
- Sopra e sotto il ponte, regia di Maurizio Panici. Ts Festival di Trieste (1997)
- Saffo, da Eroidi di Ovidio regia di Adriano Vianello. Teatro Festival di Taormina di Taormina (1997)
- Questions?, regia di Walter Manfré nell'ambito del progetto "Le confessioni", Theatre du Rond-Point (1997)
- Il caso Sofri, regia di Luigi di Majo. Scritto con Luigi di Majo e Annalisa Scafi. Giardini della Filarmonica di Roma (1997)
- El cau, (La tana), regia di Joan Riera. Festival Grec di Barcellona (1997)
- Senilità, da Svevo, regia di Francesco Macedonio. Teatro Carcano di Milano (1998)
- La cigarette, regia di Walter Manfré nell'ambito del progetto "Le voyage", Theatre du rond-Point (1999)
- Il volo del gallo, regia di Marco Maltauro. Teatro Sala Uno di Roma (1999)
- Ma che c'entra Peter Pan?, regia di Antonio Calenda. Teatro San Babila di Milano (1999)
- Sopra e sotto il ponte, regia di Massimo Belli. Teatro dell'Orologio di Roma (2000)
- Le streghe son tornate, regia di Tatiana Olear. Teatro Santa Chiara di Brescia (2001)
- Venditori d'anime, regia di Marco Maltauro. Teatro Sala Umberto di Roma (2002)
- Venditori di anime, regia di Alberto Bassetti. Dramma Italiano del Teatro Ivan de Zajc di Fiume, Croazia (2002)
- Entrate (Entrate!!! 23 commedie al prezzo di una! Include: 'Dentro e fuori dal cerchio'), regia di Pierpaolo Sepe. Teatro Vascello di Roma (2002)
- La gabbia, regia di Cherif. Sala Bartoli di Trieste (2002)
- Le due sorelle, regia di Andrea Buscemi. Teatro dell'Orologio di Roma (2003)
- Venditori di anime, regia di Pierpaolo Sepe. Teatro India di Roma (2005)
- Prodavaci dusi (Venditori di anime), regia di Michal Docekal. Národní Divadlo di Praga, Repubblica Ceca (2005)
- La gabbia, regia di Alberto Bassetti, Sala Kasino del Burgteather di Vienna, Austria (2007)
- Le due sorelle, regia di Alberto Bassetti e Francesco Verdinelli, Teatro Lo Spazio Roma (2008)
- Las dos hermanas (Le due sorelle), regia di Alberto Bassetti e Francesco Verdinelli, Festival Art/Off Isla Margarita, Venezuela (2009)
- Banda di marionette, regia di Alessandro Cavoli, Teatro Palazzo Santa Chiara, Roma (2011)
- Ferro e cuore, regia di Carlo Emilio Lerici. Castello Orsini-Odescalchi di Bracciano (2011)
- I due fratelli, regia di Antonio Calenda. Teatro Stabile del Friuli Venezia-Giulia di Trieste (2012)
- The two brothers (I due fratelli), regia di Valentina Fratti. Theatre for the New City di New York (2012)
- The two sisters (Le due sorelle), regia di Mark Schneider. Theatre for the New City di New York (2012)
- Faust da Fernando Pessoa, regia di Alessio Pizzech, Festival Quartieri dell'Arte Viterbo (2012)
- Irene Nemirovsky, scritta con Massimo Vincenzi, regia di Carlo Emilio Lerici. Teatro Belli di Roma (2013)
- Edipo in Compagnia, regia di Alberto Bassetti, con Paolo Graziosi ed Elisabetta Arosio (2014), Teatro India di Roma, Stabile di Torino, Franco Parenti di Milano
- Ferro e Cuore, con Camilla Soru, regia di Marco Parodi, Fabbrica degli Illuminati di Cagliari (2014)
- Dealers of souls (Venditori di anime), regia di Laura Caparrotti, Theatre for the New City di New York (2015)
- Sorella con fratello, regia di Alessandro Machia, con Alessandra Fallucchi e Alessandro Averone (2015)
- Phaedra, con Liliana Randi e Angelo D'Agosta, regia di Giovanni Anfuso, Teatro di Segesta (2016)
- Un rêve à Stockholm, m.e.e. di Serge Barbuscia, Théâtre du Balcon, Avignon (2017)
- Medinitalì, scritta con Cesare Capitani (anche regista), Théâtre du Chien qui fume, Avignon (2020)
- Le poète et le guerrier, m.e.e.di Serge Barbuscia, Théâtre du Balcon", Avignon (2020)
- Le due sorelle, regia di Pino Strabioli, Giardini della Filarmonica, Roma (2022)
- Un sogno a Istanbul, regia di Alessio Pizzech, dal libro "La cotogna di Istanbul" di Paolo Rumiz, Napoli Campania Festival (2023)
- Harem, regia di Manuel Giliberti, Mythos Troina Festival (2024)